# 卡爾·維恩
卡爾·維恩（Karl ("Carlo") Wien）是一位德國登山家。

## 生平
卡爾·維恩出生於德意志帝國維爾茨堡，是大學教授威廉‧維恩的兒子，後來成為慕尼黑大學地理系的講師。他的登山生涯始於阿爾卑斯山，他與威利·韋爾岑巴赫（Willi Welzenbach）一起首次登上了大格洛克納山的北壁。在歐洲以外，他也多次造訪非洲和喜馬拉雅山，其中包括保羅·鮑爾（Paul Bauer）1931年嘗試攀登干城章嘉峰及1936年前往錫金的探險，在此期間他首次登頂錫紐爾楚峰（Siniolchu）。
1937年，卡爾·維恩被選中率領一支德國探險隊前往南迦帕爾巴特峰，這是自1934年十名登山者在南迦帕爾巴特峰喪生以來的首次探險。6月14日至16日，維恩與其他15名登山者在拉希奧特峰（Rakhiot Peak）下方的四號營地紮營，這時一場大雪崩突然降臨，所有16名登山者全數罹難，是八千公尺級山峰史上發生的最嚴重的山難。